# Franco Conti
Pour les articles homonymes, voir Conti.
Franco Conti, né le 8 avril 1951 à Montefalco (Ombrie), est un coureur cycliste italien, professionnel de 1977 à 1984. Son frère Noé Conti (1933-2015) et son fils Valerio Conti (1993) sont également coureurs professionnels.

## Palmarès
- 1974
  - Giro del Casentino
- 1975
  - 3e du Tour d'Italie amateurs
- 1976
  - Tour d'Italie amateurs
  - Tour de Campanie amateurs :
    - Classement général
    - 1re étape
- 1981
  - 3e du Grand Prix Montelupo

## Résultats sur les grands tours

### Tour d'Italie
7 participations
- 1977 : 45e
- 1979 : 22e
- 1980 : 40e
- 1981 : 29e
- 1982 : 45e
- 1983 : 46e
- 1984 : 65e

### Tour d'Espagne
1 participation
- 1978 : 31e